# Tulostoma albicans
La especie Tulostoma albicans es un representante del género Tulostoma de la familia Agaricaceae. Esta especie ha sido citada de México, se caracteriza por la boca tubular y las basidiosporas pequeñas fuertemente ornamentadas. El origen etimológico de la palabra que da nombre al género Tulostoma viene del gr. týlos que significa joroba, callo, dureza, clavija; y de stóma que significa boca, poro, por la forma en que se efectúa la dehiscencia, mediante un poro apical con frecuencia umbonado.

## Descripción
Tiene un saco esporífero subgloboso, hasta 22 mm de diámetro. Exoperidio tenuamente membranaceo, de color ferruginoso a blanco cenizo, a veces con aspecto de pequeñas verrugas. Endoperidio recubierto con restos del exoperidio, quebradizo pero no frágil. Boca circular, poco o nada proyectada. Cuello conspicuo, separado o abrazando el ápice del pie, más o menos profundo, con membrana gruesa. Pie de 30 x 3-4 mm, subleñoso, longitudinalmente rugoso-escamoso. Esporas de 6-9 x 7-8 μm, irregularmente subglobosas a elipsoides, algunas piriformes o deformes.

## Distribución
En México se ha citado de San Luis Potosí.

## Hábitat
Se encuentra en suelo en matorral xerófilo.

## Estado de conservación
Se conoce muy poco de la biología y hábitos de los hongos, por ello la mayoría de ellos no están incluidos en la Norma Oficial Mexicana 059.